# Matéo Degrumelle
Matéo Degrumelle (ur. 22 sierpnia 2003 w Rouen) – tahitańsko-francuski piłkarz, występujący na pozycji obrońcy w 5-ligowych rezerwach francuskiego klubu Le Havre AC oraz w reprezentacji Tahiti. Uczestnik Pucharu Narodów Oceanii 2024.

## Statystyki

### Klubowe
Na podstawie:
| Klub          | Sezonów | Liga                   | Liga  | Liga   | Puchar krajowy | Puchar krajowy | Kontynentalne | Kontynentalne | Suma  | Suma   |
| Klub          | Sezonów | Liga                   | Mecze | Bramki | Mecze          | Bramki         | Mecze         | Bramki        | Mecze | Bramki |
| ------------- | ------- | ---------------------- | ----- | ------ | -------------- | -------------- | ------------- | ------------- | ----- | ------ |
| Amiens SC B   | 2       | Championnat National 3 | 31    | 1      | 0              | 0              | –             | –             | 31    | 1      |
| Amiens SC     | 1       | Ligue 2                | 2     | 0      | 0              | 0              | –             | –             | 2     | 0      |
| Le Havre AC B | 1       | Championnat National 3 | 7     | 0      | 0              | 0              | –             | –             | 7     | 0      |
|               | Łącznie | Łącznie                | 40    | 1      | 0              | 0              | 0             | 0             | 40    | 1      |

### Reprezentacyjne
Na podstawie:
| Występy i gole w reprezentacji | Występy i gole w reprezentacji | Występy i gole w reprezentacji | Występy i gole w reprezentacji | Występy i gole w reprezentacji | Występy i gole w reprezentacji | Występy i gole w reprezentacji | Występy i gole w reprezentacji |
| Lp.                            | Data                           | Miasto                         | Przeciwnik                     | Wynik                          | Gole                           | Inne                           | Rozgrywki                      |
| ------------------------------ | ------------------------------ | ------------------------------ | ------------------------------ | ------------------------------ | ------------------------------ | ------------------------------ | ------------------------------ |
| 1.                             | 21.11.2023                     | Honiara                        | Fidżi                          | 0:0 (0:0)                      |                                |                                | mecz towarzyski                |
| 2.                             | 24.11.2023                     | Honiara                        | Mariany Północne               | 5:0 (3:0)                      | 69'                            |                                | mecz towarzyski                |
| 3.                             | 27.11.2023                     | Honiara                        | Samoa                          | 2:1 (0:1)                      |                                | 37'                            | mecz towarzyski                |
| 4.                             | 30.11.2023                     | Honiara                        | Papua-Nowa Gwinea              | 2:0 (1:0)                      |                                | 90'                            | mecz towarzyski                |
| 5.                             | 16.06.2024                     | Suva                           | Samoa                          | 2:0 (2:0)                      | 4'                             |                                | Puchar Narodów Oceanii 2024    |

## Sukcesy
Na podstawie:
Brak ważniejszych osiągnięć.